# Walter Strasen
Walter Karl Fritz Strasen (* 26. Dezember 1897 in Berlin; † 4. April 1955 in West-Berlin) war ein deutscher Schauspieler.

## Leben
Über das Leben des 1897 in Berlin geborenen Walter Strasen sind nur lückenhafte Informationen vorhanden. Bei seiner ersten Ehe 1921 ist er als Betriebsleiter in Schwiebus tätig, bei der zweiten Ehe 1935 als Schriftleiter in Berlin-Lichterfelde. Theaterauftritte sind erst nach dem Zweiten Weltkrieg in Berlin bekannt. Für verschiedene Filmgesellschaften stand er in dieser Zeit auch mehrfach vor der Kamera.   
Walter Strasen verstarb 1955 im Alter von 57 Jahren in West-Berlin.

## Filmografie
- 1944: Seinerzeit zu meiner Zeit
- 1946: Irgendwo in Berlin
- 1947: … und über uns der Himmel
- 1947: Wozzeck
- 1947: Kein Platz für Liebe
- 1948: Unser Mittwoch Abend
- 1948: Und wieder 48
- 1948: Berliner Ballade
- 1949: Die Kuckucks
- 1949: Unser täglich Brot
- 1950: Semmelweis – Retter der Mütter
- 1950: Das kalte Herz
- 1951: Der Untertan

## Theater
- 1946: Gerhart Hauptmann: Die Ratten (Schutzmann) – Regie: Willi Schmidt (Schlosspark Theater, Berlin)
- 1947: Karl Vogt nach Julius von Voß: Stralauer Fischzug (Sattlermeister Juchten) – Regie: Karl Vogt (Freilichtbühne Rehberge, Berlin)
- 1947: Rolf Ellermann: Der Strohhalm – Regie: Erich Geiger (Volksbühne Berlin im Theater am Schiffbauerdamm)
- 1955: Claus Hubalek: Herr Nachtigall – Regie: Falk Harnack (Komödie Berlin)